# Экономический институт Леви
Экономический институт Леви - институт, основанный в 1986 году Леоном Леви (см. en:Leon Levy) как Levy Economics Institute при Бард-колледже. Это некоммерческая, внеполитическая общественная научная организация. Целью существования института является дать студентам, преподавателям и всем заинтересованным сторонам вместе работать над решением актуальных для них проблем. Сделанные в процессе работы открытия распространяются в научной среде, а также среди обычных людей через публикации, конференции, семинары, публичные выступления и партнёрство с другими некоммерческими проектами. Институт эффективно формирует общественное мнение по вопросам экономики, которые затрагивают США и другие страны мира.
Учебное заведение расквартировано в кампусе Бард-колледжа, в городе en:Annandale-on-Hudson, штат Нью-Йорк (в 90 милях к северу от города Нью-Йорка). Blithewood, усадьба в стиле, характерном для штата Джорджия, расположенная в западной части кампуса, является главным центром института, где часто проходят конференции. Изначально создававшаяся как резиденция американской архитектурной фирмы McKim, Mead & White, она была построена под влиянием идей Фрэнсиса Хоппина (англ. Francis L. V. Hoppin) и закончена к 1900 году. Дом и земли вокруг него, включая Итальянский сад с видом на Гудзон, стали частью колледжа в 1951 году.

## Текущая деятельность
В институте трудятся 18 учёных и 50 научных сотрудников. Их исследования сфокусированы на таких темах, как макро-моделирование для нужд финансовых рынков, монетарная политика и финансы, изучение финансовой нестабильности, распределения доходов и благосостояния, финансового регулирования и управления финансами, гендерного равенства, бедности, эмиграции/этничности и социальной структуры общества.

## Управление
В совет директоров входят Леон Ботштейн (en:Leon Botstein), президент Бард-колледжа; Брюс Гринвальд (англ. Bruce C. Greenwald) и Джозеф Штиглиц из Колумбийского Университета; Лакшман Ачутан (англ. Lakshman Achuthan), управляющий директор en:Economic Cycle Research Institute; en:Martin L. Leibowitz, управляющий директор Morgan Stanley; Уильям Джулиус Вильсон (англ. William Julius Wilson) из Гарварда; и en:Dimitri B. Papadimitriou, президент Института Леви, а также Джером Леви (англ. Jerome Levy), профессор экономики и управляющий вице-президент Бард-колледжа, и управляющий директор Бард-колледжа в Берлине.